# Lacasa

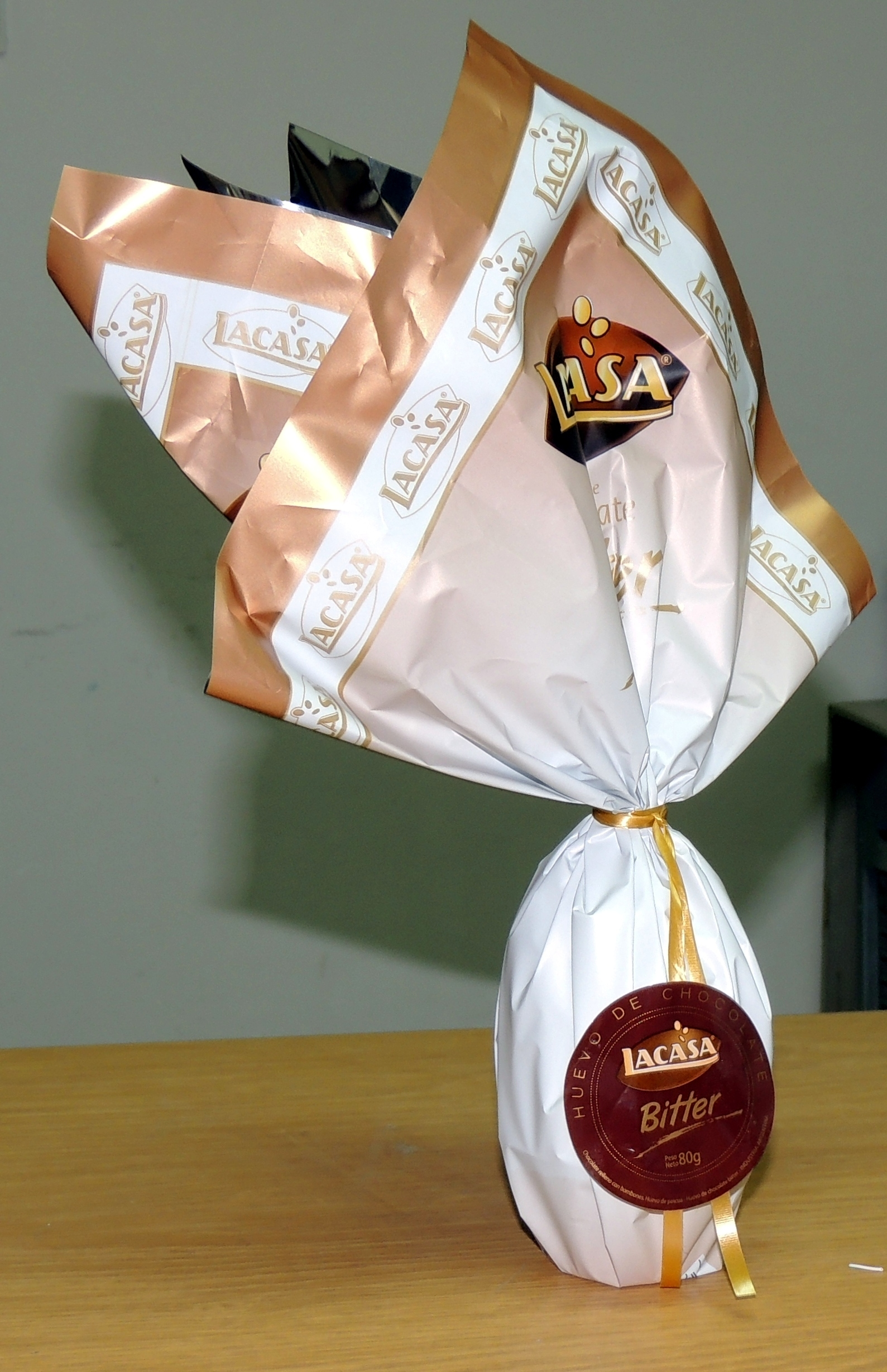
Huevo de Pascua

Lacasa S.A. es una empresa chocolatera española cuya central está situada en Utebo (Zaragoza). El  grupo está formado por: Chocolates Lacasa, Comercial Chocolates Lacasa, Bombonera Vallisoletana, Productos Mauri, Chocolates del Norte y LacasaVital.

## Historia

### Inicios
El grupo  chocolatero inició su actividad en 1852, cuando su fundador Antonio Lacasa Ipiens, construyó un almacén en Jaca (Aragón, España) donde vendió tejidos, garbanzos y chocolate que él mismo fabricaba.
A finales del siglo XIX, José Lacasa Ipiens, hijo del fundador, tomó la decisión de ceñir la producción al café y chocolate. Años más tarde, pasó el control del negocio a sus hijos, Joaquín y José María ya bajo la denominación de Lacasa y con una plantilla de 15 trabajadores.
La primera gran distinción a la calidad de sus productos les llegó con la Medalla de Oro a la Calidad en el año 1885 cuando participaron en la Exposición Aragonesa.
A principios del siglo XX, Lacasa empieza a consolidarse como fabricante de chocolate importante con la llegada de la industrialización en sus procesos de trabajo, gracias a los cuales en 1928, ya fabricaban 500 kilos diarios  de chocolate de cuatro variedades: a la taza, con almendra picada, superior y extra superior.
Después de la Guerra Civil, Joaquín y José María, decidieron trasladar la empresa de Jaca a Zaragoza, con el objetivo de situarla en un punto estratégico de comunicaciones que facilitara su desarrollo. En los años 40, la empresa lanzó nuevos productos para hacer frente a la difícil situación económica, destacando los bombones artesanales y el turrón de chocolate con almendras, presentados con gran éxito en Madrid en el año 1943. Siete años más tarde, con el fallecimiento de Joaquín Lacasa en un accidente ferroviario, quedó como único continuador del negocio su hermano, José María. En 1955, él mismo inauguró una nueva fábrica en Zaragoza con tal de dar cobertura nacional. Solamente la pudo dirigir un par de años por fallecimiento, quedando su viuda, Carmen Echeverría, al mando de la dirección de la empresa que gestionó en solitario durante 10 años, además de ampliarla con la compra de Cafés Urbez, Caramelos Nice y Viuda de Gueda.

### Década de 1970
En 1972 se constituyó la sociedad mercantil Lacasa, S.A., formada por Carmen Echeverría como presidenta y sus cinco hijos como accionistas. Siete años más tarde, inauguraron una nueva fábrica en Utebo (Zaragoza) como respuesta al aumento de las ventas de sus productos.

### Década de 1980
En 1982 crearon los conocidos Lacasitos. Viendo como que su nuevo producto había encontrado un hueco en el mercado español, Lacasa adquirió la empresa zaragozana que producía los Conguitos cinco años más tarde. A finales de los 80, crearon la sociedad Chocolates Lacasa Portugal en el país vecino.

### Década de 1990
La nueva política empresarial de consolidación en el mercado iniciada en esa década, pasó por la ampliación de su fábrica en Utebo en 1991, seguido de la adquisición de distintas empresas del sector, tales como: Productos Mauri, S.A. (Barcelona), Bombonera Vallisoletana (Valladolid), Chocolates del Norte (Oviedo).
En mayo de 1998, la Ministra de Agricultura, Pesca y Alimentación Loyola de Palacio, entregó la Encomienda de Número de la Orden del Mérito Agrario, Pesquero y Alimentario (sección Mérito Alimentario) a Carmen Echeverría por su esfuerzo en la dirección de Lacasa.

## Productos
- Bombonería.
- Conguitos.
- Divinos.
- Infantiles Navidad.
- Lacasitos.
- Línea Disney.
- Línea LacasaVital.
- Línea Mauri.
- Shocobolas.
- Tabletas.
- Turrones.
- Turrón 150 aniversario.
- Mañocao

## Distinciones
- 1994, Certificado ISO 9002 concedido por el organismo Lloyd's Register Quality Assurance Ltd.. Fue la primera empresa española del sector en conseguirlo.

## Empresas del grupo
- Chocolates Lacasa, oficina central (Utebo, España).
- Chocolates Lacasa, oficina regional (Madrid, España).
- Chocolates Lacasa, oficina regional (Barcelona, España).
- Chocolates Lacasa Internacional, departamento de exportación (Utebo, España).
- Chocolates Lacasa Francia.
- Chocolates Lacasa Portugal (Miraflores, Lisboa).
- Chocolates Lacasa Argentina.